# Messier 25
M25 (Messier 25 / IC 4725) is een open sterrenhoop in het sterrenbeeld Schutter. Hij werd in 1745 ontdekt door Philippe Loys de Chéseaux en in 1764 door Charles Messier opgenomen in zijn catalogus van komeetachtige objecten als nummer 25.
M25 bevindt zich op een afstand van zo'n 2000 lichtjaar en meet ongeveer 19 lichtjaar in diameter.
In deze sterrenhoop bevindt zich de variabele ster U Sagittarii, en wordt daarom ook wel de U Sagittarii sterrenhoop genoemd (U Sagittarii cluster).